# Lleó Fontova i Planes
Lleó Fontova i Planes (katalanisch; auch Lleó Fontova i Planas, spanisch: Leon Fontova, * 1875 in Barcelona; † 1949 in Buenos Aires) war ein katalanisch-argentinischer klassischer Violinist. Fontova wirkte ab 1896 in Argentinien.

## Leben und Werk
Lleó Fontova war der Sohn des Theaterschauspielers Lleó Fontova i Mareca, mit dem er im Alter von zwei Jahren am Teatro Romea de Barcelona in Barcelona spielte. Er entwickelte bereits in früher Kindheit eine hohe Affinität für die Geige. Bereits als 6-Jähriger trat er mit der Violine im Teatre del Liceu auf und spielte als 13-Jähriger bei der Weltausstellung von 1888 in Barcelona Geige vor der spanischen Regentin María Cristina. Er bekam daraufhin ein Stipendium für Aufbaustudien am Königlichen Konservatorium von Brüssel bei Jean-Baptiste Colyns, wo er 1890 hohe Auszeichnungen am Konservatorium erhielt.
1892 kehrte er nach Spanien zurück und ließ sich in Madrid nieder. 1896 reiste er in Begleitung seiner Schwester Catalina Fontova i Planes (1866–1924) nach Buenos Aires aus, wo er zusammen mit seinem Bruder, dem Pianisten und Komponisten Conrad Abelard Fontova (1865–1923), die Musikakademie Instituto Musical León Fontova gründete. 1911 gründete er die Sociedad Argentina de Música de Cámara („Argentinische Kammermusikgesellschaft“) und 1919 die Asociación Filarmónica Argentina („Argentinische philharmonische Vereinigung“). Er leitete auch den Orfeó Català in Buenos Aires. Seit 1930 arbeitete er an der Musikzeitschrift Revista Musical Argentina mit. Er kam im Stadtteil Floresta, wo sich zahlreiche Radiosender wie LOZ Radio Sudamérica befanden, mit der Sängerin Ada Falcón und der Gitarristin María Luisa Anido zu Radioaufnahmen zusammen. Neben Auftritten in Argentinien gab er häufig Konzerte in Uruguay.
Er schrieb eine Violinmethode und komponierte einige Kinderlieder- und Tanzlieder. Mit seiner Schwester arbeitete er weiter mit dem Centre Català de Buenos Aires zusammen und entwickelte seine Karriere als Kammermusiker weiter.
Die Stadt Buenos Aires benannte einen Platz nach Lleó Fontova, da er sich für die Einrichtung kostenloser Volkskonzerte eingesetzt hatte.